# És la meva festa
És la meva festa (títol original: It's My Party) és una pel·lícula estatunidenca dramàtica de 1996. Ha estar escrita i dirigida per Randal Kleiser. Ha estat doblada al català.

## Argument
Nick Stark, brillant arquitecte homosexual afectat de sida des de fa alguns anys, decideix suïcidar-se, no pot continuar vivint amb aquesta malaltia. Decideix llavors fer una gran celebració i convida tots els seus amics i la seva família. Durant aquest aniversari, diverses reconciliacions i sorpreses tindran lloc.

## Repartiment
- Eric Roberts: Nick Stark
- Olivia Newton-John: Lina Bingham
- Margaret Cho: Charlene Lee
- Bruce Davison: Rodney Bingham
- Lee Grant: Amalia Stark
- Devon Gummersall: Andrew Bingham
- George Segal: Paul Stark
- Gregory Harrison: Brandon Theis
- Marlee Matlin :Daphne Stark
- Roddy McDowall: Damian Knowles
- Bronson Pinchot: Monty Tipton
- Christopher Atkins :Jack Allen
- Dennis Christopher: Douglas Reedy
- Ron Glass: el doctor David Wahl
- Sally Kellerman: Sara Hart
- Nina Foch: la mare de Brandon
- Joey Cramer: un convidat a la festa (no surt als crèdits)

## Al voltant de la pel·lícula
- El film està basat en una història real. L'arquitecte Harry Stein va decidir de posar fi a la seva vida de la mateixa manera l'any 1992. Era el company des de feia temps de Randal Kleiser, el director del film.[3]
- Molts actors que apareixen al film han conegut a la vida real el personatge sobre el qual es fonamenta el film.
- Totes les escenes interpretades per l'actor Bruce Davison (que a l'època estava rodant un altre film) han estat rodades en una sola jornada i tot el diàleg de l'actor ha estat improvisat per ell mateix.[3]

- Crítica "El protagonista es mor de Sida i li fan una festa de comiat. Malgrat el greu del tema, Kleiser aconsegueix que un argument d'estrident melodrama adquireixi el punt just de l'evidència no per tràgica menys divertida"[4]